# خورخه پاردون
خورخه پاردون (اسپانیایی: Jorge Pardon‎؛ ۴ مارس ۱۹۰۵ – ۱۹ دسامبر ۱۹۷۷) یک بازیکن فوتبال اهل پرو بود.

## تیم ملی
وی همچنین در تیم ملی فوتبال پرو بازی کرده است.